# Orthocosa ambigua
Orthocosa ambigua là một loài nhện trong họ Lycosidae.
Loài này thuộc chi Orthocosa. Orthocosa ambigua được J. Denis miêu tả năm 1947.